# JSLint
JSLint — це статичний аналізатор коду з вебінтерфейсом для програм мовою JavaScript, перевіряє їх відповідність стандартам оформлення коду, розроблений Даґласом Крокфордом.

## Особливості
JSLint визначає спеціальну підмножину JavaScript, більш сувору, аніж описана в третьому виданні специфікації ECMAScript, ця підмножина тісно пов'язана з рекомендаціями, які Даґлас Крокфорд дав у дев'ятій главі книги «JavaScript — сильні сторони» (англ. JavaScript: The Good Parts). JSLint не гарантує правильність програми, але виявляє синтаксичні помилки і ряд потенційних проблем, що стосуються як оформлення коду, так і семантики програми.